# لشغركوه (همبرات)
لشغرکوه (بالفارسية: لشگرکوه) هي قرية تقع في إيران في قسم همبرات الريفي. يقدر عدد سكانها بـ 14 نسمة بحسب إحصاء 2016.